# Capasa chlorophora
Capasa chlorophora är en fjärilsart som beskrevs av W. Warren 1897. Capasa chlorophora ingår i släktet Capasa och familjen mätare. Inga underarter finns listade i Catalogue of Life.